# 사회 체계
사회 체계(社会體系)는 사회학 용어의 하나이다. 이는 유지되는 상태의 사회에서 특정 원리로 질서가 지켜지는 상태의 것을 말한다. 봉건 체계나 자본주의 체계 등의 형태라는 것은 사회 체계의 구분이다. 사회 체계라는 개념은 사회 체계와 구별되어 있다는 것이며, 사회 체계라면 사회의 시스템을 역사적 개념으로 파악하기 위해 이용되고 있다는 말이다.
일정한 지배·복종관계에 의해서 규정된 역사적인 사회구성이다. 예컨대 봉건체제·자본주의체제·사회주의체제 등과 같이 사용된다. 또, 일정한 정치원리에 의한 국가질서의 전체를 가리키며 전체주의체제·MSA체제라고도 한다. 봉건체제에서는 신분이, 사회주의 체제하에서는 노동이 그 사회생활의 지배적인 규제원리로 되어 있다.

## 같이 보기
- 경제체제
- 정치 체제
- 사회 연결망
- 사회구성체
- 소셜 웹
- 사회